# Грб провинције Каталоније
Грб Каталоније је представљен као златан штит са четири црвене хералдичке стреле. Изнад штита је смештена златна круна.
Грб се одсликава и на застави Каталоније, при чему су напоменуте четири црвене, усправно постављене хералдичке стреле, представљене водоравно у виду широких пруга које се протежу целом дужином заставе. Број пруга је исти као и број стрела на грбу.